# Stobnica (województwo wielkopolskie)
Stobnica – wieś sołecka (dawniej miasto) w Polsce położona w województwie wielkopolskim, w powiecie obornickim, w gminie Oborniki.

## Historia

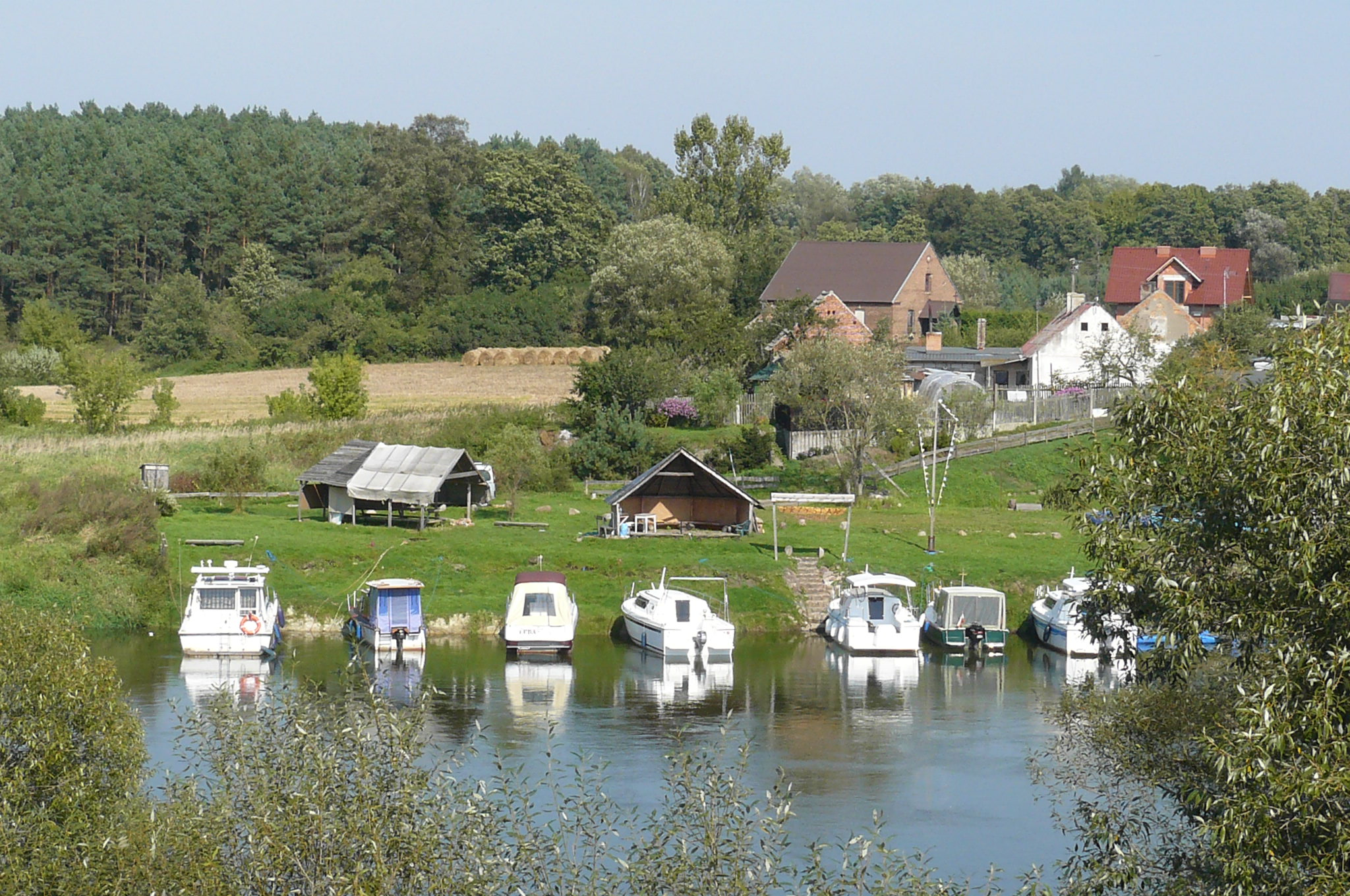
Marina na Warcie

Wieś powstała przy przecięciu traktu handlowego z Obornik do Obrzycka ze strumieniem Kończak i pierwotnie związana była z Wielkopolską. Ma metrykę średniowieczną i istnieje co najmniej od końca XIV wieku. Wymieniona została w łacińskim dokumencie z 1388 jako "Stopnicz", 1400 "Stobnicza", 1447 "Stobnycza".
Tereny, na których powstała wieś były jednak zasiedlone znacznie wcześniej. W okolicy znaleziono naczynie wczesnośredniowieczne, dzbanek gliniany z pełnego średniowiecza, cmentarzyska oraz ślady osadnictwa kultury łużyckiej oraz pomorskiej.
Miejscowość była wsią szlachecką należącą do lokalnej szlachty wielkopolskiej z rodu Świdwów, a później także do Ostrorogów herbu herbu Nałęcz i Danaborskich. Stobnica uzyskała lokację miejską przed 1402 rokiem, zdegradowana w 1795 roku. W 1402 notowana była już jako miasto, które powstało na przełomie XIV i XV wieku. Od XIV lub XV wieku do 1795 miejscowość posiadała prawa miejskie. Od 1404 była siedzibą własnej parafii. W 1508 leżała w powiecie poznańskim Korony Królestwa Polskiego.
Pierwszy zapis związany z miejscowością pochodzi z 1388 z dokumentu, który podaje informację, że Janusz ze Stobnicy wraz ze swoim siostrzeńcem Adamem z Gorzkowa przegrał spór sądowy z Ofemią. Kolejny z 1400 mówi o tym, że Trojan ze Żdżar dowodził przed sądem, że nie dokonał zniszczeń we wsi Wawrzyńcowi ze Stobnicy.
W 1400 właścicielem miejscowości był wojewoda poznański Sędziwój Świdwa z Szamotuł herbu Nałęcz. W 1403 pozwał on Wincentego z Obrzycka o to, że zranił jednego z jego poddanych ze Stobnicy. Synem Sędziwoja był kasztelan międzyrzecki Wincenty, który miał córkę Małgorzatę z Szamotuł. Została ona wydana za Wacława II księcia raciborskiego, z którym miała córki Helenę i Katarzynę. Stobnica wraz z okolicznymi wsiami stanowiła oprawę wienną Małgorzaty i potem majętności te dziedziczyły rodziny ich mężów: Ostrorogowie oraz Danaborscy ponieważ w skład dóbr posagowych córek Małgorzaty wchodziła Stobnica z okolicznymi wsiami.
W 1402 Jan zwany Kazirola lub Slapirola był wójtem Stobnicy i toczył spór z Bodzętą z Sołacza o łąkę. W 1419 wójt stobnicki Dobiesław odnotowany został jako świadek sądowy. W 1460 szlachcic Stanisław syn Dobiesława wójta w Stobnicy skwitował swojego brata Jana, altarystę w Krerowie z należnej mu po ojcu części wójtostwa w Stobnicy.
W 1461 wdowa po Wincentym z Szamotuł Anna, Małgorzata księżna raciborska oraz zięć Małgorzaty Włodek z Danaborza zawierli ugodę z bratankiem Wincentego Piotrem z Szamotuł. Zawiesili spór o dobra ziemskie oraz o zniszczenie domu w Stobnicy, a także ustalili, że  Piotr ma przerwać budowę zamku w dobrach Anny w Stobnicy lub w Szamotułach. W 1465 Piotr z Szamotuł na sejmie w Piotrkowie złożył zeznanie, że wieś Brączewo powstała na gruncie dóbr oraz lasów stobnickich i od 50 lat lasy należące do tych osad były użytkowane przez jego zmarłego ojca Dobrogosta oraz przez tegoż Piotra. Postawiono wówczas warunek dalszego użytkowania tych lasów przez Szamotulskich jakim miało ma być zadośćuczynienie pretensjom dziedziczek Stobnicy sióstr Heleny oraz Katarzyny.
Stobnica była miejscowością przemysłową miejscem produkcji żelaza z rudy darniowej. Dokumenty historyczne wielokrotnie odnotowują w miejscowości młyny napędzane wodą  służące do kruszenia rudy. Obecność rzeki Kończak determinowała prowadzoną tu działalność gospodarczą – funkcjonowały młyny, tartaki, folusze i kuźnie.
W 1476 wspomniano Jana młynarza w Stobnicy żonatego z Małgorzatą ze Skrzetusza koło Ryczywołu, który w 1523 otrzymał w zastawie łąkę oraz ogród należący do wójtostwa stobnickiego w Brączewie. Z lat 1493-1527 pochodzą wzmianki o młynie zwanym po łacinie Hamer przy okazji transakcji dotyczących Stobnicy należącej wówczas do Ostrorogów i Danaborskich. W 1508 i 1510 miał miejsce pobór podatków z kuźnicy zwanej po łacinie Hamer (łac. "Hamer ferri") w parafii Stobnica. W 1510 odnotowano kopalnię rudy darniowej (łac. "minera Hamer") w Stobnicy. W 1565 wspomniano stawek leżący przy Hamrze w Stobnicy na płynącej wodzie, wymieniony pośród jezior należących do starostwa Ujście, z których jak wspomniano "nie ma żadnego pożytku". W latach 1508-1527 z młyna płacono czynsz w wysokości jednej grzywny plebanowi w Stobnicy. W 1508, 1509 i 1563 płacono go od dwóch kół wodnych. W 1520 król polski Zygmunt I Stary odnowił Wacławowi Ostrorogowi kasztelanowi kaliskiemu przywilej na młyn na rzece Warcie w Stobnicy, który poprzednio król dał jego zmarłemu bratu Stanisławowi Ostrorogowi kasztelanowi kaliskiemu. W 1530 młynarz stobnicki był poddanym Macieja Tuczyńskiego. W 1756 odnotowano działanie ostatniego w Wielkopolsce zakładu wytopu żelaza..
W 1458 w czasie wojny trzynastoletniej Stobnica wystawiła trzech pieszych na odsiecz oblężonej polskiej załogi Zamku w MalborkuW 1493 wspomnany został student w Krakowie Błażej syn Stanisława ze Stobnicy.
W latach 1502-1510 właścicielami połowy Stobnicy byli synowie Heleny i Jana Ostroroga - Stanisław oraz Wacław Ostroróg. W 1497 toczyli oni spór z Janem starszym z Danaborza o połowę miasta Stobnica wraz z Hamrem (staropolska nazwa kuźni produkującej żelazo) oraz połowy wsi Brączewo i Podlesie. Bracia pozwali poręczycieli Jana ponieważ nie wywiązał się on ze swych zobowiązań. W 1503 bracia kupili z zastrzeniem prawa wykupu od Jana starszego z Danaborza połowę miasta Stobnica oraz połowy wsi Brączewo i Podlesie, a także połowę kopalni rudy zwanej Hamer za 100 kóp groszy. W 1510 Stanisław OStroróg w działach z bratem Wacławem otrzymałe m.in. miasto Stobnicę oraz Hamer, Podlesie, Brączewo i połowę Bądlina.
W 1523 Katarzyna Uzarzewska wdowa po Janie Brączewskim z synem Łukaszem za pośrednictwem swego pełnomocnika Jana Wielżyńskiego zobowiązała się w Brączewie uwolnić od roszczeń innych osób wójtostwo miasta Stobnicy. Nabył je Piotr Bielejewski za 80 grzywien, a ze sprzedaży wyłączono łąkę stobnicką oraz ogród „obok promu” (łac. "penes prom" czyli w pobliżu miejsca, w którym znajdował się prom służący do przeprawy przez rz. Wartę) ponieważ dwa te obiekty zostały wcześniej zastawione Janowi hamernikowi stobnickiemu.
W 1580 Stobnica była prywatnym miastem szlacheckim położonym w powiecie poznańskim województwa poznańskiego w Rzeczypospolitej Obojga Narodów.
W latach 1975–1998 miejscowość położona była w województwie poznańskim.

## Obiekty
Do pamiątek przeszłości należą:
- poewangelicka kaplica św. Wojciecha z początków XX wieku,
- stalowy most kolejowy na Warcie o wspornikowej konstrukcji kratownicowej (1909-1910); linia Oborniki – Wronki została rozebrana właśnie z powodu braku środków na remont tego obiektu[9],
- dawna stacja kolejowa,
- młyn wodny na Kończaku z 1916,
- dawny staw młyński podzielony na mniejsze stawy rybne[10]

## Przyroda
W lesie w pobliżu wsi znajdują się: Stobnickie Babki (pomnik przyrody) oraz Stacja Doświadczalna Katedry Zoologii Akademii Rolniczej w Poznaniu, tzw. Wilczy Park. Jest to jedno z nielicznych miejsc hodowli wilków.